# Митње Лудани
Митње Лудани (слч. Mýtne Ludany) насељено је мјесто са административним статусом сеоске општине (слч. obec) у округу Љевице, у Њитранском крају, Словачка Република.

## Становништво
| Година:    | 1994. | 2004.   | 2014.   | 2024.   |
| ---------- | ----- | ------- | ------- | ------- |
| Број људи: | 917   | 903     | 987     | 1018    |
| Разлика:   |       | -1,52 % | +9,30 % | +3,14 % |

| Година:    | 2023. | 2024.   |
| ---------- | ----- | ------- |
| Број људи: | 1003  | 1018    |
| Разлика:   |       | +1,49 % |

Према подацима о броју становника из 2011. године насеље је имало 994 становника.